# هاکی با چرخ
هاکی با چرخ (انگلیسی: Roller hockey) نوعی بازی شبیه به هاکی روی یخ است که با چرخ‌سره و چوب هاکی بین دو تیم پنج‌نفره بازی می‌شود.

## نگارخانه

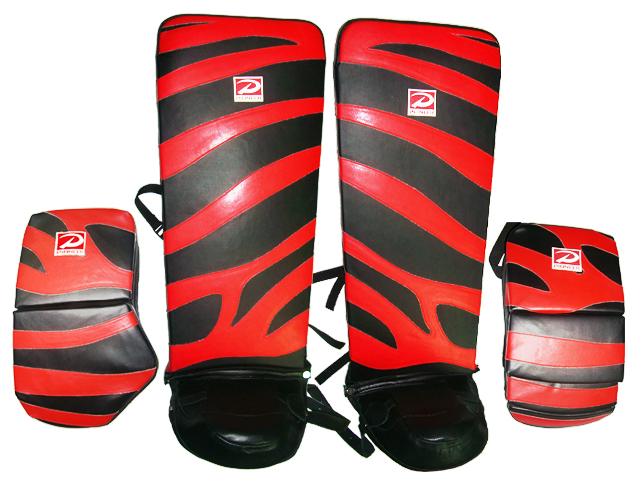
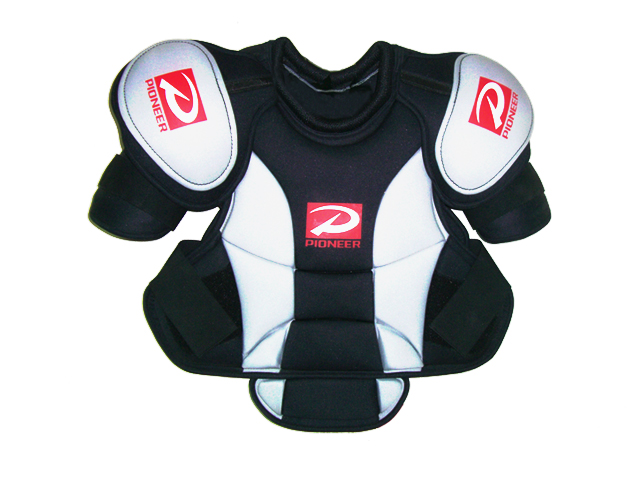
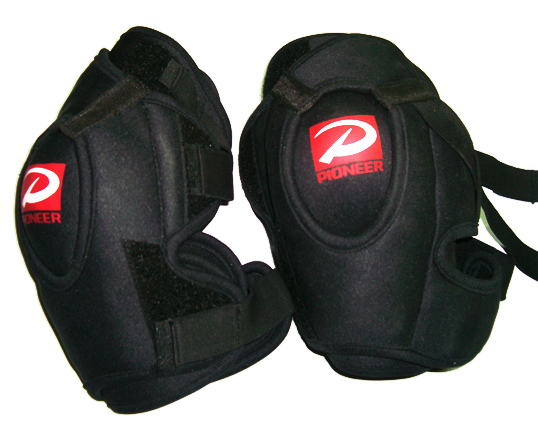
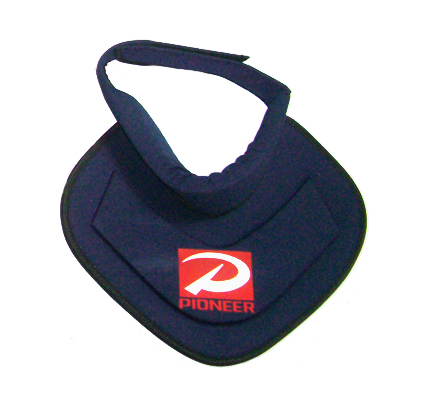
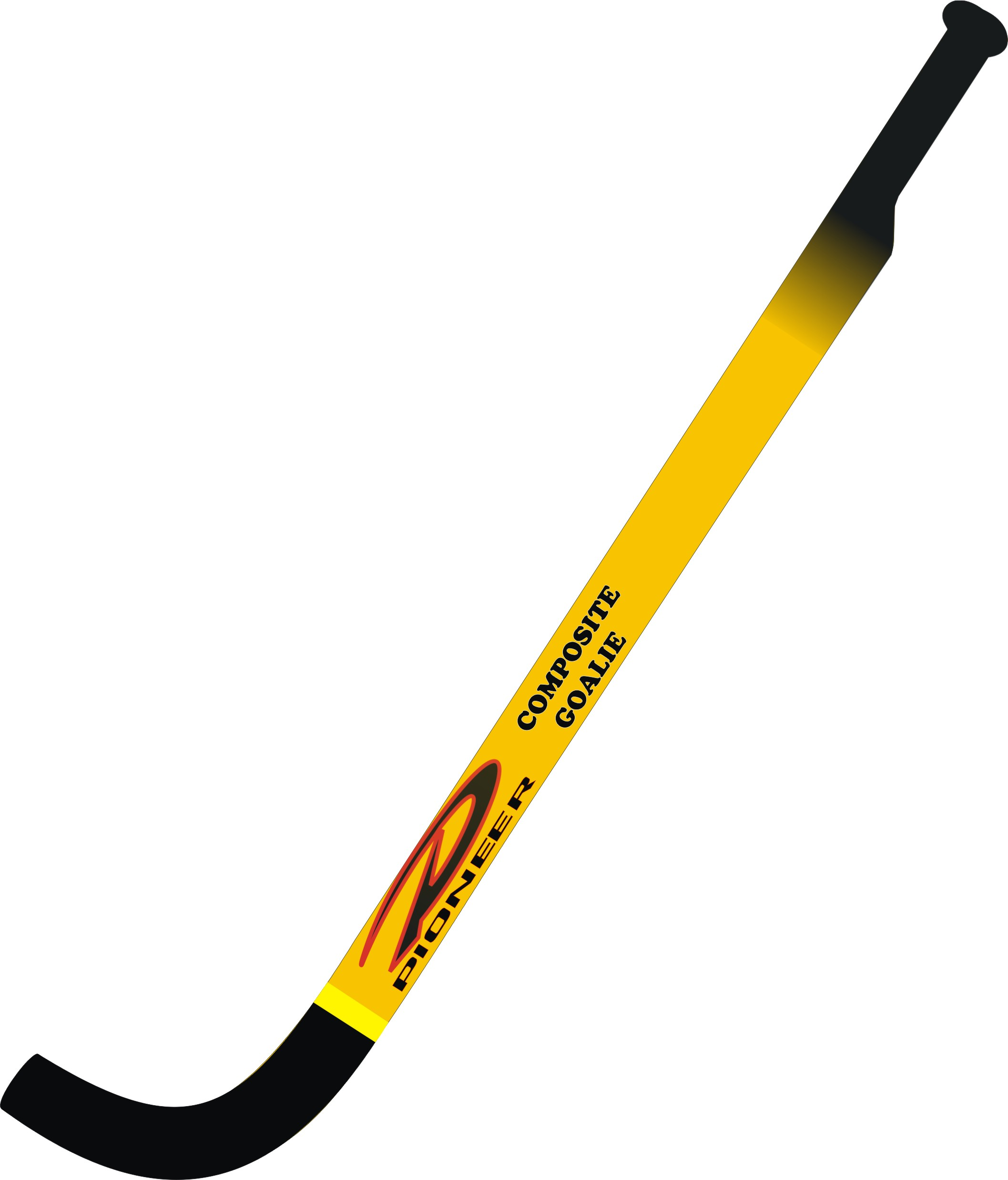
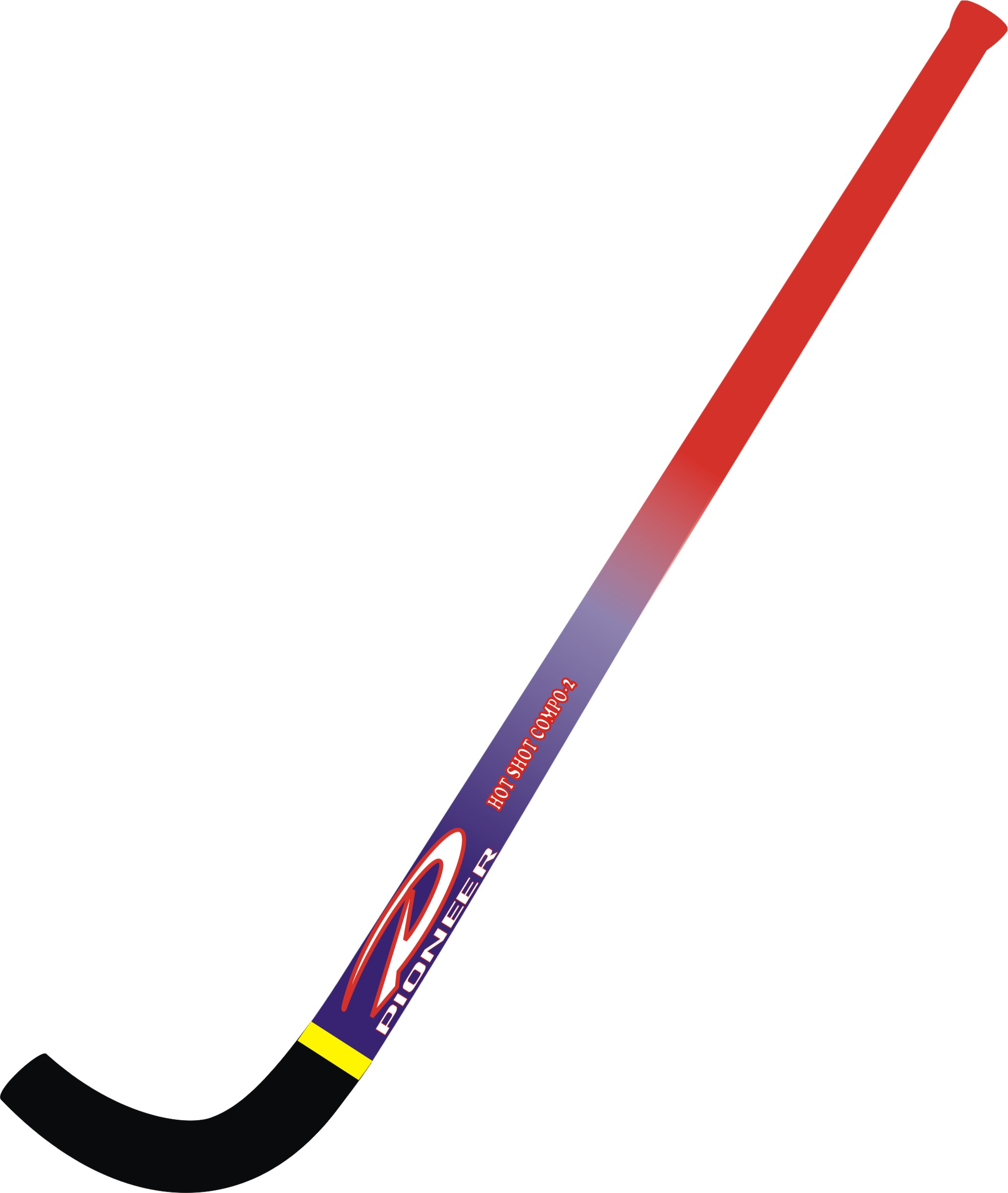
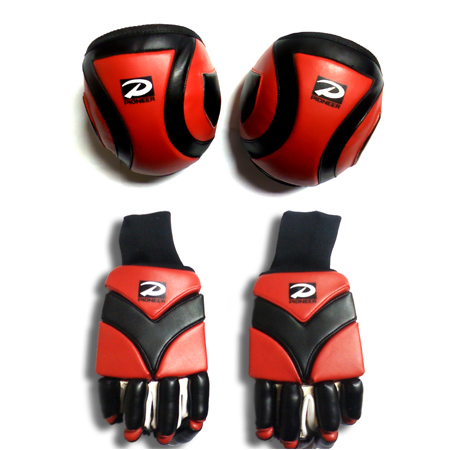
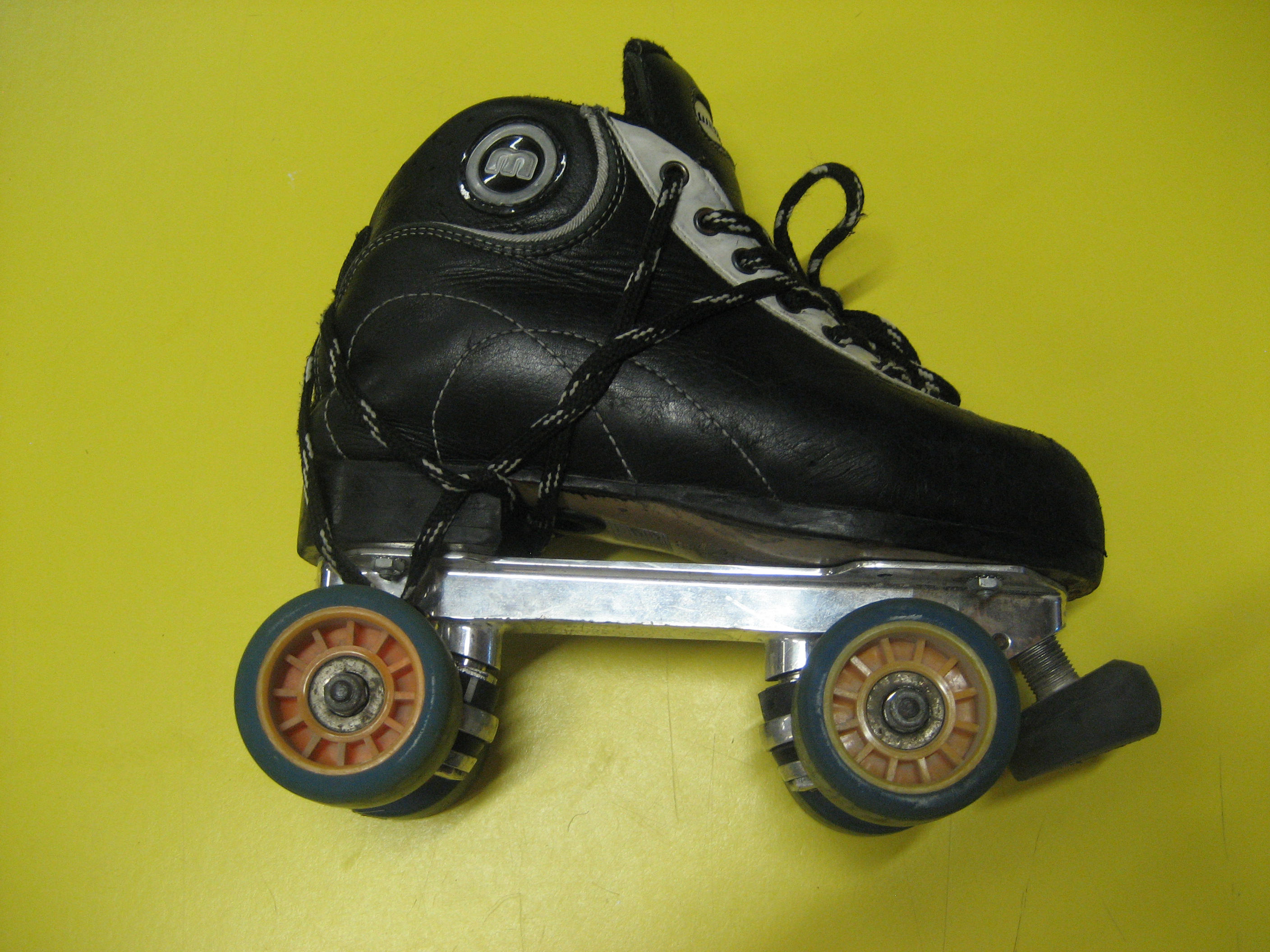
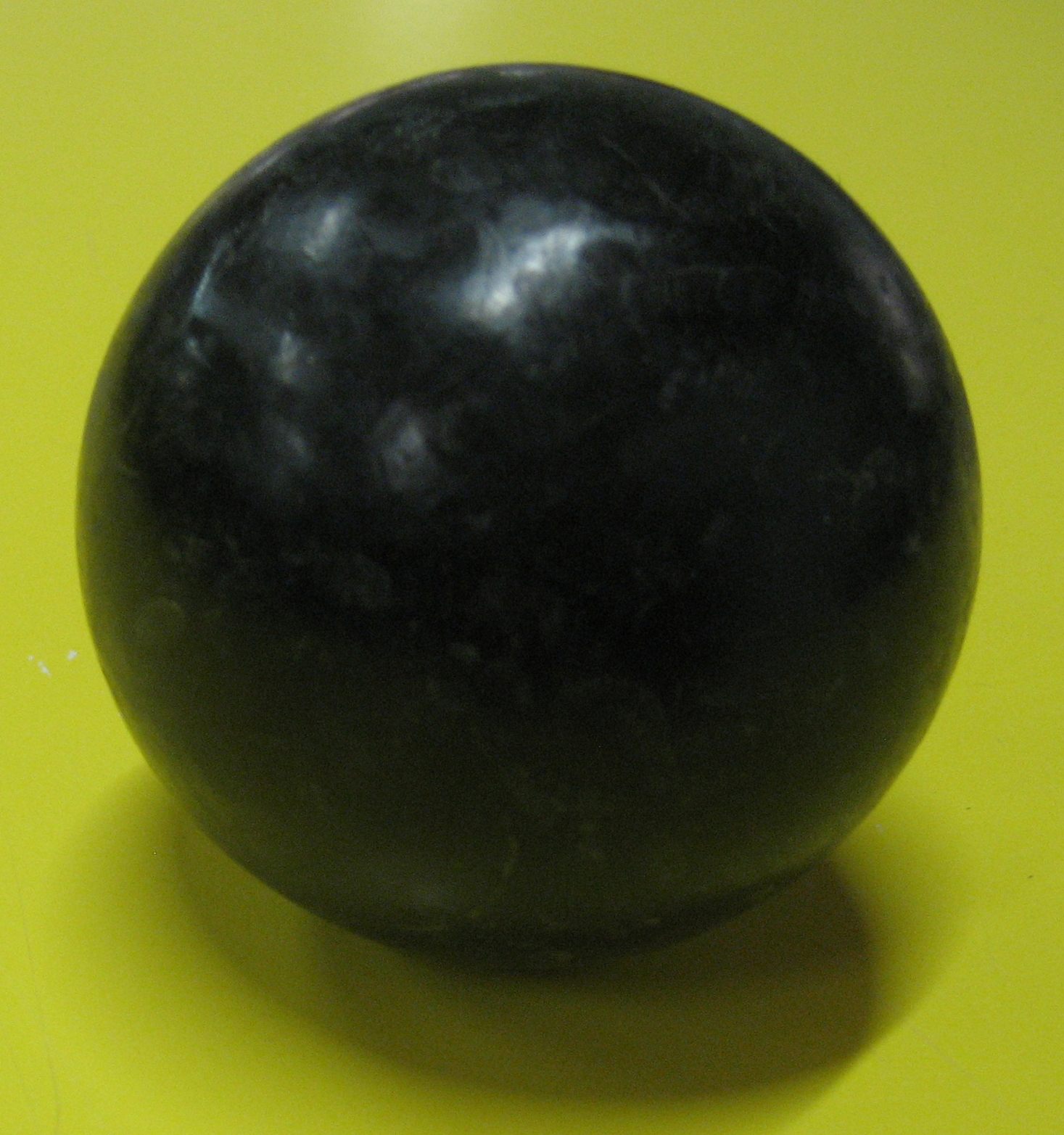